# Arnold Bax
Arnold Edward Trevor Bax (8 de noviembre de 1883-3 de octubre de 1953) fue un compositor y poeta inglés. Su estilo musical mezcla elementos del romanticismo y el impresionismo, con una marcada influencia celta. Sus partituras orquestales sobresalen por su complejidad y su colorida instrumentación. Las historias y poemas de Bax, que escribió bajo el seudónimo de Dermot O’Byrne, reflejan su profunda afinidad hacia el poeta irlandés William Butler Yeats, y están escritas en la tradición literaria del “resurgimiento irlandés”.

## Vida

### Los primeros años
Arnold Bax nació en Pendennis Road, Streatham, Londres, en una familia victoriana de clase media-alta de origen holandés. En la época de las infames barriadas de Londres, en la que muchos británicos sufrían una pobreza abyecta, Bax y su hermano Clifford Bax disfrutó de una educación privilegiada —Lewis Foreman, escribiendo para Chandos Records, habla sobre la formación de Bax, explicando que no necesitaba un trabajo remunerado, ya que su familia le proveía del suficiente dinero como para hacer lo que quisiese). Bax no tardó mucho en mostrar que poseía un poderoso intelecto y un gran talento musical, especialmente con el teclado. Entre las aficiones de Bax se encontraba el tocar las óperas de Wagner al piano –uno de sus primeros encuentros íntimos con el arte de la música fue Tristan und Isolde, y su influencia se ve en muchos de sus trabajos posteriores. Bax aprendió en casa, y recibió su primera formación formal a los 16 años por parte de Cecil Sharp y otros en el Hampstead Conservatory. Le aceptaron en la Royal Academy of Music en 1900, donde permaneció hasta 1905. En la Academia aprendió composición con Frederick Corder, piano con Tobias Matthay, y clarinete con Egerton. En sus clases de composición, Corder enfatizó los ejemplos de Franz Liszt y Richard Wagner, y mostró su enfoque liberal en las formas clásicas, que llevaron a Bax a desarrollar una postura similar. Bax tenía una habilidad excepcional para ejecutar a primera vista complejas partituras orquestales al piano, lo que le permitió ganar diversos premios en la Academia. También obtuvo premios a la mejor composición musical, incluyendo el Battison-Haynes y la competitiva medalla Charles Lucas.

### Bax descubre Irlanda

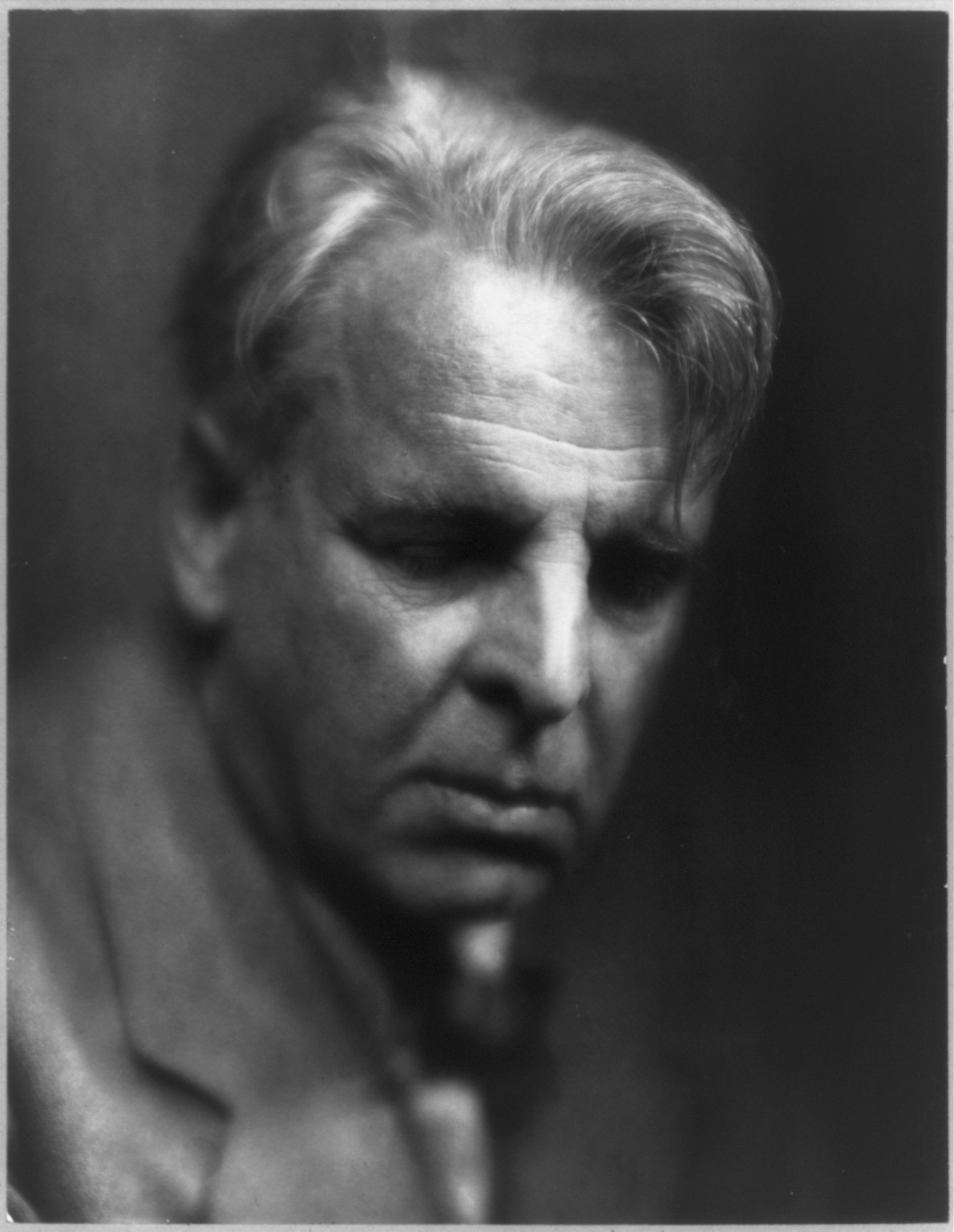
W.B. Yeats en 1933.

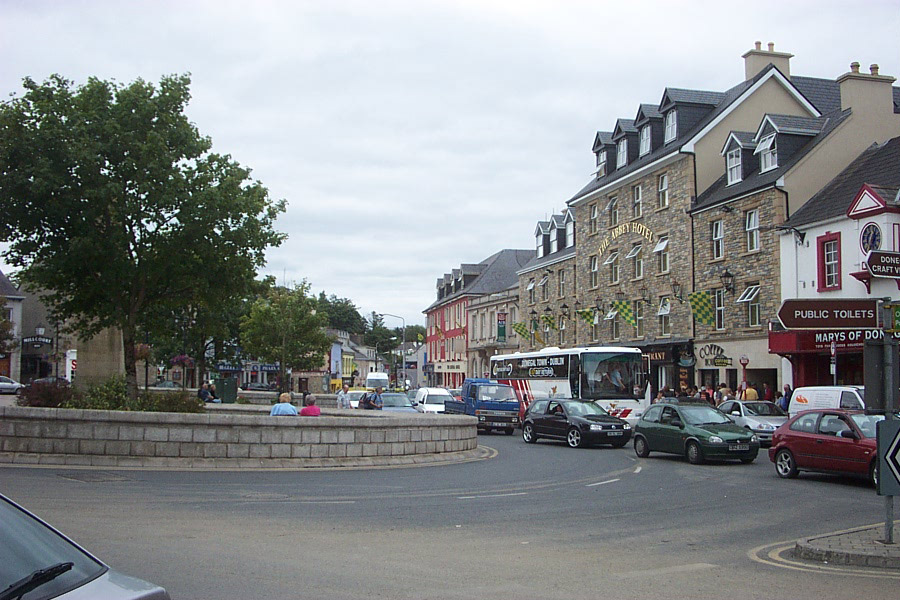
Donegal, pueblo irlandés donde veraneo, durante treinta años, Bax

Bax tenía un espíritu sensible y perspicaz, y se inspiró en una amplia gama de fuentes. Era un lector empedernido de literatura, y por ello tropezó en 1902 con The Wanderings of Oisin y Otros Poemas de William Butler Yeats. Bax se mostró altamente receptivo al suave y melancólico estilo literario del “resurgimiento irlandés” («Irish Revival»), y encontró en Yeats una musa poderosa, del cual obtuvo inspiración de por vida. Se encaprichó con Irlanda, y comenzó a viajar extensamente por allí. Visitó los lugares más aislados y solitarios, descubriendo finalmente el pequeño pueblo de Donegal, Glencolumbkille, al cual regresó anualmente durante casi 30 años. Aquí, Bax se inspiró en el paisaje y en el mar, en la cultura y en la vida de los campesinos irlandeses locales –a muchos de los cuales Bax consideró como amigos cercanos—. El encuentro de Bax con la poesía de Yeats y los paisajes de Irlanda, fructificó en muchos trabajos nuevos tanto musicales como literarios. El Cuarteto de cuerda en Mi (1903), que más tarde fue adaptado al poema sinfónico Cathaleen-Ni-Houlihan (1905) son buenos ejemplos de cómo Bax comenzó a reflejar Irlanda en su música. Bax no solo resultó un compositor sorprendentemente maduro en estos trabajos, sino que desarrolló en ellos una textura musical impresionística flotante y ondulante, usando técnicas orquestales no conocidas hasta el momento –ni siquiera en Claude Debussy. Muchos de los trabajos que escribió Bax entre 1903 y 1916 pueden ser vistos como los homólogos del resurgimiento literario irlandés. Los poemas sinfónicos Into The Twilight (1908), In The Faery Hills (1909) y Rosc-catha [Battle hymn] (1910), repiten los temas del resurgimiento y especialmente el suave y maravilloso estilo de muchos poemas e historias.

### Conglomerado de influencias
La influencia irlandesa es solo una de las muchas que se encuentran en la música de Bax. Una temprana afinidad hacia Noruega y la literatura de Bjørnstjerne Bjørnson, plasmaron en su música los temas y estilos de los países nórdicos. De 1905 a 1911, alternó constantemente en sus composiciones temas celtas y nórdicos. Incluso intentó aprender algo de noruego, y la canción The Flute (1907), para voz y piano, es una adaptación musical de un poema original de Bjørnson. Buenos ejemplos de la afinidad de Bax hacia lo nórdico, aunque más tardíos, son Hardanger para dos pianos (1927) y el poema sinfónico orquestal The Tale the Pine-Trees Knew (1931).
En 1910, una aventura amorosa con la joven ucraniana Natalia Skarginska, le lleva a San Petersburgo, Moscú y Lubny (en las cercanías de Kiev), quedando fascinado por los temas rusos y eslovenos. La relación con Skarginska acabó en una agonía emocional de la que nunca se recuperaría por completo. Sus sentimientos se reflejaron en la Sonata para piano nº 1 en Fa sostenido (1910, revisada entre 1917-20). La influencia de Rusia y Ucrania también se descubre en dos trabajos para piano solo de 1912: Nocturne–May Night in the Ukraine. y Gopak (Russian dance). En 1915 aparece In a Vodka Shop, también para piano solo. En ese mismo año, Bax fue uno de los cuatro compositores británicos a los que se les encargó escribir música orquestal, que serviría como interludios a los Ballet Rusos de Sergei Diaghilev, que actuarían en Londres en esa temporada. Para el encargo, incorporó las tres piezas para piano antes citadas en la Russian Suit para orquesta. En 1920 escribió su última partitura con una clara alusión a un tema ruso. Se trataba de la música incidental para el capricho teatral de J. M. Barrie The Truth About the Russian Dancers. La influencia rusa se encuentra en muchas de las obras posteriores de Bax, y es especialmente predominante en las Sinfonías nº 1 a 3

### El círculo de Rathgar
Poco después del regreso al Reino Unido, Bax se casó con Elsita Sobrino –una amiga de la infancia– en enero de 1911. Se establecieron en Bushy Park Road, Rathgar, Dublín. Aquí, el hermano de Bax, Clifford, les introdujo en el círculo intelectual que se reunía en la casa del poeta, pintor y místico George William Russell. Por aquel entonces Bax ya había publicado alguno de sus poemas e historias cortas en Dublín, y en el círculo era conocido simplemente por el pseudónimo Dermot O’Byrne (posiblemente se inspiró en una renombrada familia de músicos tradicionales de Donegal). Como Dermot O’Byrne, Bax era conocido especialmente por Seafoam and Firelight, publicado en Londres por “The Orpheus Press” en 1909, y numerosas historias cortas y poemas publicados en diferentes medios de comunicación de Dublín. Fue en casa de Russel donde conoció al republicano irlandés Patrick Pearse. Según Bax se llevaban muy bien, y aunque solo se viesen una vez, la ejecución de Pearse tras el Alzamiento de Pascua de 1916, le movió a componer varios lamentos. Los más conocidos son In Memoriam Patric Pearse (1916), que Bax dedicaría como ‘I gcuimhne ar bPadraig mac Piarais’.

### Alienación, conflicto y éxito
La amenaza de la guerra llevó a la disolución del círculo de Rathgar, ya que muchos de sus miembros volaron por Irlanda y Europa. Bax y su familia regresaron a Londres –fue la pérdida de una vida maravillosa. Bax se libró del servicio militar debido a una insuficiencia cardíaca, y pasó los años de la guerra componiendo profusamente. Aunque la Primera Guerra Mundial desencadenó horrores inimaginables hasta ese momento, fue el Levantamiento de Pascua y la destrucción de Dublín lo que más le perturbó. Como la Irlanda de Bax –su refugio y retiro– se perdió por un conflicto encarnizado y por una guerra brutal, buscó refugio en el vínculo amoroso con la joven pianista Harriet Cohen. Lo que comenzó como una relación puramente profesional –Cohen tocando y abogando la música para piano de Bax– se convirtió en una relación apasionada. Su amor aún no podía ser permitido por el código social contemporáneo, lo que hizo que Bax y Cohen sufrieran considerablemente. Irónicamente, pero quizá no inesperadamente, este periodo de dificultad en la vida de Bax le llevó a componer atractivos poemas sinfónicos, incluyendo Summer Music (1916), Tintagel (1917) y November Woods (1914-17). En Tintagel, se retrotrae a leyendas y sueños, específicamente el del fatal amor de Tristán e Isolda. Tintagel es, indudablemente, el poema sinfónico más conocido de Bax, especialmente por su colorida evocación del mar. La relación de Bax con Cohen indujo a algunos críticos a suponer un vínculo freudiano entre la aducida pasión sexual de Bax y el tema acerca del mar en Tintagel. Sin embargo, los escritos personales de Harriet Cohen y la investigación de los mismos por parte de los eruditos –tal como el musicólogo noruego Thomas Elnaes– indican que tal vínculo es, como mucho, especulativo. Los trabajos de Bax durante este periodo reflejan profundos conflictos psicológicos, como la apasionada y profundamente conflictiva Sinfonía No1 en Mi bemol, con la que consiguió una fama considerable.

### El periodo en Morar
De 1928 en adelante, Bax dejó de viajar a Glencolumbkille y, en su lugar, comenzó su migración anual a Morar, al oeste de las Highlands escoceses, para trabajar. Bax esbozaría sus composiciones en Londres, y las orquestaría durante el inverno en el Station Hotel de Morar. En esa época, Bax encontró un nuevo amor en Mary Gleaves, quién le acompañaría a Escocia. Durante el periodo en Morar, que duraría hasta el estallido de la Segunda Guerra Mundial, Bax redescubrió su interés por Noruega y los países nórdicos, y encontró una nueva inspiración en el compositor finés Jean Sibelius. Bax orquestó las Sinfonías nº 3 a 7 en Morar, pero también varios de sus mejores trabajos orquestales, incluyendo las tres Northern Ballads. Las siete sinfonías se compusieron en un breve lapso de tiempo, y quizá son el ciclo de sinfonías más coherente de cualquier compositor. Se distinguen por su estructura en tres movimientos, a diferencia de los usuales cuatro movimientos. Además, reflejan muchas de las influencias de Bax, y son profundas obras de arte, con una honda dimensión psicológica unida a evocaciones paisajísticas. Gracias a sus sinfonías, Bax se ganó la reputación de sucesor de Sir Edward Elgar.

### El Peter Pan de los compositores
Bax recibió el título de caballero en 1937 knight bachelor, pero no estaba enteramente preparado para disfrutar de este honor. Sostuvo que había un conflicto entre el título de caballero y su profunda afinidad con Irlanda, pero sin embargo lo aceptó. Además, un sentimiento de que sus energías creativas se agotaban brotó en su interior; Bax le explicó a sus allegados que se sentía cansado, inquieto y solo. Sostuvo que había tenido un duro periodo de crecimiento –el hacerse mayor le deprimió y sucumbió gradualmente al alcoholismo—. También se sentía alienado por los nuevos desarrollos en las composiciones modernas, y se dio cuenta, y lamentó, que su estilo dejaba de estar de moda.
En 1942 fue nombrado “Maestro de la música del rey”, una decisión que no agradó en el ambiente musical británico. Fue considerado por muchos como un atípico compositor inglés, algunos de ellos recalcando la “irlandización” de su música. De los últimos trabajos de Bax, tan solo las partituras cinematográficas para Malta y Oliver Twist (1948) tuvieron realmente éxito. Aunque le hicieron ganar una renovada aclamación del público, esto éxitos no podían compensar el hecho de ser considerado como un fósil musical por los compositores y críticos contemporáneos. Bax se retiró de la escena pública y vivió tranquilamente en el White Horse Hotel en Storrington, Sussex.

### Irlanda le atrapa
En 1929, el Father Mathew Feis –un competido festival de música organizado por los Padres Capuchinos– invitó a Bax a formar parte del jurado del festival. Fue el pianista irlandés Tilly Fleischmann quién le propuso como jurado, sabiendo que estaba familiarizado con Irlanda y la situación irlandesa. Esta fue la primera vez que Bax conoció músicos irlandeses –aparte de músicos folclóricos—. En Cork, le presentaron a destacados músicos, como al pianista Charles Lynch y a la cantante Maura O’Connor, que interpretarían muchas de sus obras. La primera visita de Bax a Cork supuso el comienzo de 25 años de amistad con la familia Fleischmann. Bax sabía que las interpretaciones de su música cada vez eran menos frecuentes en el Reino Unido y Tilly Fleischmann le demostró que su música tenía mucho atractivo en Irlanda. Sin embargo, Bax hizo muy poco por promover sus composiciones. Por ello su música no se oyó a escala nacional en Irlanda hasta que Aloys Fleischmann Jr. comenzó a dirigir los trabajos orquestales con la Irish Radio Orchestra en Dublín, justo después del final de la guerra. En 1946, Bax llegó a ser examinador externo en el University College Cork y en el University College Dublin, y también dio clases particulares a jóvenes aspirantes a compositores irlandeses. Recibió un doctorado honorífico de la Universidad Nacional de Irlanda en 1947.
En 1953 se le honró con el nombramiento de caballero comendador de la Real Orden Victoriana (KCVO), una distinción personal de la reina. Bax falleció durante una visita a los Fleischmann un año después –posiblemente por una insuficiencia cardíaca. Una de sus últimas composiciones fue Coronation March para la reina Elizabeth II. Bax está enterrado en el cementerio de San Finbarr, en la ciudad de Cork.
Poco antes de morir, el editor de la revista The World of Music, le preguntó cuáles eran sus trabajos preferidos. Bax le dio la siguiente selección:
- The Garden of Fand (1916)
- Sinfonía No. 3 (1929)
- Winter Legends (1930)
- The Tale the Pine Trees Knew (1931)
- Sinfonía No. 6 (1936)

## Obra
La obra de Arnold Bax es bastante extensa, como ya se ha visto. Para un catálogo de sus obras véase:
- Lista de composiciones de Arnold Bax

## Grabaciones e investigación
Después de su muerte, la música de Bax cayó en declive. Hay varias razones para esto: Bax mantuvo que la suya era una perspectiva Romántica y se distanció de la música moderna, y especialmente del Serialismo de Arnold Schoenberg, que fue abrazado por instituciones de todo el mundo. Cada vez sería más encasillado como un ‘pastoralista musical’ junto con Vaughan Williams y otros, y este estilo dejó de estar de moda. Además, Bax nunca luchó mucho por su propia música. Como resultado de esto, su música tardó en ser grabada. A mitad de los sesenta, tan solo había dos grabaciones de sus sinfonías. Pero de 1966 en adelante, su música comenzó a resurgir gracias a una serie de grabaciones de la discográfica Lyrita Label, y desde el centenario de su nacimiento, en 1983, mucha de su música está disponible en grabaciones modernas. Naxos puso a la venta la integral de sus sinfonías y poemas sinfónicos, así como mucha de su música de cámara. Chandos Records también grabó la integral de las sinfonías con Bryden Thomson y la London Philharmonic Orchestra en todas ellas menos la cuarta, que fue interpretada por la Ulster Orchestra. Sin embargo, aún hoy en día, la música de Bax no se suele escuchar en las salas de concierto. Aunque Bax fue un buen pianista, sus actuaciones como intérprete fueron escasas y muy espaciadas en el tiempo. Hay grabaciones suyas acompañando a May Harrison y a Lionel Tertis en las Sonatas de Frederick Delius y en las suyas propias. Hizo una rara aparición concertística en un concierto conmemorativo en honor a Peter Warlock en 1930.
La fuente principal sobre la vida de Arnold Bax y su filosofía es la importante —y anecdóticamente interesante— autobiografía Farewell My Youth (1943) que termina en el año 1914. En ella, sin embargo, Bax crea varios mitos sobre sí mismo, contradiciendo muchas de sus propias declaraciones. En 1992, Lewis Foreman retomó la autobiografía, completándola con varios escritos, cartas y pertenencias de Bax, y titulándola Farewell My Youth, and Other Writings. Otro compendio fascinante de pertenencias de Bax, es el conjunto de 38 cartas a Christopher Whelen (y otros escritos) reunidos por Dennis Andrews en 1998 y titulado "Cuchulan among the Guns". 
Uno de los primeros libros importantes sobre Bax fue el titulado Arnold Bax, publicado en 1973 por Colin Scott-Sutherland, tiene una buena biografía y algún análisis intuitivo, especialmente sobre sus obras. En 2001, el mismo publicó un encantador volumen sobre la literatura de Bax (quien profusamente usó el pseudónimo Dermot O'Byrne), comprensiblemente titulado, Ideala: Poems and Some Early Love Letters of Arnold Bax including the Collected Poems of Dermot O'Byrne.
Un evento bastante reciente, e importante, en la musicología de Bax, fue la publicación por parte de Graham Parlett de una exhaustiva lista de los trabajos de Bax titulada, A Catalogue of the Works of Sir Arnold Bax. Este catálogo es una proeza impresionante, de tal modo que los musicólogos de Bax lo utilizan como un referente, incluyendo el sistema de numeración de Parlett, exhaustivo y cronológico (por ejemplo, la encantadora Sinfonía nº 3 es "Parlett #297’’). A favor de esto, en su extensa tesis doctoral sobre las primeras obras orquestales de Bax, el compositor Dr. Paul R. Ludden usó exclusivamente esta numeración sucinta. También hay que decir, que el Dr. Graham Parlett es un distinguido editor de muchas de las partituras musicales de Bax, y se ha dedicado a menudo a “reconstruir” varias de las maravillosas piezas de Bax, ahora profesionalmente grabadas. Entre ellas, sobre todo, están la música para los Ballet Rusos (suites) y la amplia partitura de Oliver Twist.
El principal biógrafo de Bax es Lewis Foreman, incansable y de confianza, quien hizo una contribución incalculable a la investigación sobre Bax con su libro Bax, A Composer and His Times, publicado en 1983. Una segunda edición apareció en 1988. El último gran evento en la musicología de Bax, ha sido la publicación de una magnífica tercera edición en febrero de 2007. Este volumen, junto con los otros muchos trabajos de Foreman a lo largo de cuarenta años de investigación sobre Sir Arnold Bax, representa la culminación sobre todo lo referente a Bax.